# Quemada (kommunhuvudort)
Quemada är en kommunhuvudort i Spanien.   Den ligger i provinsen Provincia de Burgos och regionen Kastilien och Leon, i den centrala delen av landet, 140 km norr om huvudstaden Madrid. Quemada ligger 850 meter över havet och antalet invånare är 257.
Terrängen runt Quemada är platt. Runt Quemada är det ganska glesbefolkat, med 23 invånare per kvadratkilometer. Närmaste större samhälle är Aranda de Duero, 10,1 km väster om Quemada. Trakten runt Quemada består till största delen av jordbruksmark.